# Antrodiaetus montanus
Antrodiaetus montanus är en spindelart som först beskrevs av Chamberlin och Ivie 1935.  Antrodiaetus montanus ingår i släktet Antrodiaetus och familjen Antrodiaetidae. Inga underarter finns listade i Catalogue of Life.